# Ludicra
I Ludicra sono stati un gruppo metal di San Francisco. Si sono formati nel 1998, originariamente come quartetto e successivamente espandendosi a cinque membri. Il 26 luglio 2011, la band ha annunciato lo scioglimento sul proprio sito ufficiale.
Il suono dei Ludicra è stato descritto sia come black metal che come avant-garde metal. Il loro sound risultava essere influenzato da band come Darkthrone, Gorgoroth, Dødheimsgard e Bethlehem, e generi come il thrash metal, il doom metal, il punk rock e il folk.
Il gruppo comprendeva membri attuali e passati di altre band con sede a San Francisco, tra cui gli Impaled, gli Hammers of Misfortune, i Tallow, i Missile Command, gli Ominum e la band punk rock Hickey. Hanno condiviso il palco con gli Impaled, la band post-hardcore/noise rock Total Shutdown, i Fucking Champs, e i Krallice .

## Formazione
Ultima formazione conosciuta
- John Cobbett - chitarra (1998-2011)
- Christy Cather - chitarra, voce (1998-2011)
- Ross Sewage - basso (1999–2011)
- Laurie Sue Shanaman - voce (1999–2011)
- Aesop Dekker - batteria (1998-2011)

Membri originali
- Jesika Christ - basso, voce (1998–1999)

Turnisti
- Melynda Jackson
- Lorraine Rath
- Kris Force
- Sigrid Sheie
- Jackie Perez-Gratz

## Discografia
- Hollow Psalms (Life is Abuse, 2002)
- Another Great Love Song (Alternative Tentacles, 2004)
- Ludicra EP (Life is Abuse, 2006)
- Fex Urbis Lex Orbis (Alternative Tentacles, 2006)
- The Tenant (Profound Lore Records, 2010)